# Снядовский район
Снядовский район (бел. Снядоўскі раён) — район, существовавший в Белостокской области Белорусской ССР в 1940—1944 годах. Центр — посёлок городского типа Снядово.

## История
Снядовский район был образован 15 января 1940 года на части территории упразднённого Ломжинского уезда Белостокской области Указом Президиума Верховного Совета СССР.
К 1 января 1941 года район включал посёлок городского типа Снядово и 13 сельсоветов.
В 1941—1944 годах территория района была оккупирована немецкими войсками.
20 сентября 1944 года Снядовский район, как и большая часть территории всей Белостокской области, был передан из СССР в состав Польши.

## СМИ
В районе на русском и польском языках издавалась газета «Стахановец»/«Stachanowiec». В годы немецкой оккупации подпольным райкомом издавались газеты «За нашу победу» и «Бей фашистскую гадину».